# Río Nuevo (Costa Rica)
Río Nuevo es el distrito número 10 del cantón de Pérez Zeledón, provincia de San José, Costa Rica.

## Historia
Fue creado mediante Acuerdo Ejecutivo 128 de 18 de enero de 1984, con 240,10 km², fue segregado del área de San Isidro del General.
Su nombre se deriva de un río que nace en las faldas montañosas cercanas a la Purruja y la comunidad de Berlín de Páramo. Es un río que tiene aguas limpias y frescas.
Es uno de los distritos donde todos sus pueblos son totalmente rurales, con paisajes totalmente naturales.

## Pueblos
Santa Rosa, San Antonio, Calle Mora, San Juan de la Cruz (Alto los Mena), Santa Marta, La Purruja, San Cayetano, Chirricano, Savegre, El Llano, El Brujo, Piedras Blancas, Zaragoza, Santa Lucía y California.

## Límites
Limita al norte con el distrito de Páramo y noroeste con el cantón de Dota y una pequeña porción de territorio igualmente al noroeste que limita con el cantón de  Tarrazú ambos cantones pertenecientes a la provincia de San José, al sur limita con el distrito de Platanares y con el cantón de Quepos perteneciente a la provincia de Puntarenas y al este con el distrito de San Isidro de El General

## Relieve
La topografía de este distrito es bastante irregular.

## Economía
Los habitantes del distrito de Río Nuevo se ganan la vida dedicándose principalmente a la ganadería de leche y de carne (cerdos, reses, cabras) y la agricultura que es bastante variada desde lo que es el café, caña de azúcar, variedad de tubérculos entre los que encontramos la yuca, el ñampí, tiquisque, jengibre, variedad de musáceas (plátano, banano), hortalizas y frutas.

### Actividad turística
El turismo también ha sido una importante actividad para el desarrollo económico en el distrito.
- Cavernas Olla Quemada: Se encuentran en la comunidad de Piedras Blancas, estas cavernas son formaciones de estalactitas y estalagmitas, miden aproximadamente más de 300 m, cuenta con 3 cámaras subterráneas, se puede apreciar gran cantidad de insectos y otras especies de fauna, en estas cavernas se da la práctica de la espeleología.
- Río Savegre: se dice que es uno de los ríos más limpios de Centroamérica, es bastante conocido y visitado, por la actividad del rafting, cuenta con dos cataratas bastante importantes.

## Transporte

### Carreteras
Al distrito lo atraviesan las siguientes rutas nacionales de carretera:
- Ruta nacional 328